# الدفاع عن حقوق نساء البغاء

## الدفاع عن حقوق نساء البغاء
الدفاع عن حقوق نساء البغاء هي مختارات عدلت بواسطة (جيل فيترسون) مع مقدمة الإصدار التي كتبت بواسطة (مارجو سانت جايمس) في عام 1989.

الكتاب يحتوي على مجموعة من الأصوات من مجموعات متنوعة: نساء البغاء، والناشطون الحقوقيون في مجال العاملين في صناعة الجنس، وعلماء نسائيين من جميع أرجاء العالم، يتناقشون حول حياتهم وشواغلهم .
ويحتوي الكتاب على النص الكامل للمنظمة العالمية للدفاع عن حقوق نساء البغاء،بدون أي تعديلات على نصوص ورش العمل التي نُظمت من أجل هذا الموضوع من أجل المؤتمر العالمي الأول  لنساء البغاء، والذي عقد في مدينة أمستردام الهولندية في فبراير من عام 1985. والمؤتمر العالمي الثاني لنساء البغاء الذي عقد في مدينة بروكسل البلجيكية في مبنى البرلمان الأوروبي في أكتوبر من عام 1986. أوراق العمل بالإضافة إلى المقابلات الشخصية والعديد من المشاركين.
وقد سبق ذكره فيما لا يقل عن خمس وسبعين صفحةً في أعمال آخرى والعديد من قوائم القراءة المتنوعة ودلائل المناهج. ويرجع اسم مصادر المختارات إلى (ماري ولستونكرافت) في القرن الثامن عشر للعمل النسائي الدفاع عن حقوق المرأة.

## وصلات خارجية
1. ↑  [1] "World Notes Belgium" October 13, 1986 Time Magazine
2. ↑  Hoff Ph.D, Lee Ann [2] "Violence Issues: An Interdisciplinary Curriculum Guide For Health Professionals" (University of Ottawa)